# Mont Daibosatsu
Le mont Daibosatsu (大菩薩嶺, Daibosatsu-rei) est une montagne du Japon située dans la préfecture de Yamanashi. Il est classé parmi les 100 montagnes célèbres du Japon.

## Toponymie
Selon une légende, le mont Daibosatsu doit son nom au fait que Minamoto no Yoshimitsu, un samouraï de l'époque de Heian (794–1185) appartenant au clan Minamoto, avait l'habitude d'invoquer Hachiman Daibosatsu, le dieu shinto de la guerre, pendant le conflit de Gosannen (1083-1089) dans l'ancienne province d'Ōshū.

## Géographie

### Situation, topographie
Le mont Daibosatsu se partage entre Kōshū, ville du bassin versant du fleuve Fuji, et Tabayama, village du bassin du fleuve Tama. Entièrement situé dans le parc national de Chichibu Tamakai, il domine le lac artificiel Daibosatsu au sud-ouest et, avec quelques autres sommets, forme une crète continue à la pointe sud des monts Okuchichibu.
Du sommet, à une altitude de 2 057 m, le mont Fuji et les Alpes du Sud sont visibles toute l'année.

### Flore et faune
Le mont Daibosatsu est en partie couvert d'une boulaie typique des étages subalpins et parsemée de Sapins de Veitch, espèce de Sapin originaire du Japon, de chênes, de hêtres et de pruches du Japon. En particulier, le col Daibosatsu au sud-est, à l'altitude de 1 897 m, est planté d'érables, de mélèzes du Japon et de bambous.
À l'étage montagnard, il n'est pas rare d'apercevoir des cerfs Sika, l'Ours noir d'Asie ou le saro du Japon. C'est l'habitat du Muscardin du Japon et de la taupe du Japon, proies de choix du renard et de la martre du Japon, et de diverses espèces d'oiseaux comme la mésange de Chine, le bruant à longue queue, la bouscarle chanteuse, le pouillot boréal et le rossignol bleu.

## Histoire
Le temple Umpō, construit au pied du mont Daibosatsu en 745 par Gyōki, un moine bouddhique de l'époque de Nara (710–794), fut longtemps un lieu de culte pour le clan Takeda. Sa salle du trésor exhibe un exemplaire du Fūrinkazan, l'étendard de guerre du daimyo de la période Sengoku (milieu du XVe siècle–fin du XVIe siècle) : Takeda Shingen.
L'Armée rouge japonaise fonde à la fin des années 1960 un camp d'entraînement militaire dans ces montagnes difficiles d’accès pour éviter la répression menée par les forces de l'ordre et préparer de nouvelles actions violentes contre l'État. Le 5 novembre 1969, informée de la présence du groupe, la police mène un raid au sein du col Daibosatsu et arrête 53 membres de la Faction Armée Rouge. Elle découvre l'existence d'un projet d'enlèvement du Premier ministre Satō. L'ampleur du projet découvert incite la police à mener une vague d'arrestations dans les forces du mouvement, afin de le neutraliser. 89 membres en tout, incluant ceux du col Daibosatsu, sont ainsi arrêtés.

## Dans la culture
Daibosatsu Toge (Le Col Daibosatsu) est le titre d'un roman fleuve de l'écrivain japonais Nakazato Kaizan publié en 41 volumes de 1913 à 1941.